# Górniczy Klub Sportowy Bełchatów 2014-2015
Questa voce raccoglie le informazioni riguardanti il Górniczy Klub Sportowy Bełchatów nelle competizioni ufficiali della stagione 2014-2015.

## Rosa
Rosa aggiornata all'8 novembre 2014.
| N. |                     | Ruolo | Calciatore        |
| -- | ------------------- | ----- | ----------------- |
| 1  | Polonia (bandiera)  | P     | Arkadiusz Malarz  |
| 3  | Polonia (bandiera)  | C     | Grzegorz Baran    |
| 4  | Polonia (bandiera)  | C     | Damian Szymański  |
| 5  | Polonia (bandiera)  | D     | Paweł Baranowski  |
| 6  | Polonia (bandiera)  | C     | Szymon Sawala     |
| 7  | Lettonia (bandiera) | A     | Daniils Turkovs   |
| 8  | Serbia (bandiera)   | C     | Andreja Prokić    |
| 9  | Polonia (bandiera)  | C     | Michał Mak        |
| 10 | Russia (bandiera)   | C     | Pavel Komolov     |
| 11 | Polonia (bandiera)  | C     | Łukasz Wroński    |
| 15 | Polonia (bandiera)  | D     | Adam Mójta        |
| 16 | Polonia (bandiera)  | C     | Mateusz Mak       |
| 17 | Polonia (bandiera)  | D     | Adrian Basta      |
| 18 | Polonia (bandiera)  | A     | Bartosz Ślusarski |

| N. |                      | Ruolo | Calciatore           |
| -- | -------------------- | ----- | -------------------- |
| 19 | Polonia (bandiera)   | C     | Kamil Poźniak        |
| 20 | Polonia (bandiera)   | C     | Patryk Rachwał       |
| 21 | Palestina (bandiera) | D     | Alexis Norambuena    |
| 22 | Lituania (bandiera)  | P     | Emilijus Zubas       |
| 25 | Polonia (bandiera)   | D     | Piotr Witasik        |
| 26 | Polonia (bandiera)   | C     | Michał Renusz        |
| 30 | Polonia (bandiera)   | C     | Kamil Wacławczyk     |
| 45 | Polonia (bandiera)   | A     | Bartłomiej Bartosiak |
| 46 | Polonia (bandiera)   | D     | Mateusz Szymorek     |
| 54 | Polonia (bandiera)   | P     | Wiktor Baranowski    |
| 55 | Polonia (bandiera)   | C     | Łukasz Wroński       |
| 66 | Polonia (bandiera)   | D     | Błażej Telichowski   |
| 84 | Polonia (bandiera)   | P     | Paweł Lenarcik       |
| 94 | Polonia (bandiera)   | D     | Marcin Flis          |